# Вирлезь
Вирлезь, Вирлезі (рум. Vârlezi) — село у повіті Галац в Румунії. Входить до складу комуни Вирлезь.
Село розташоване на відстані 212 км на північний схід від Бухареста, 54 км на північ від Галаца, 140 км на південь від Ясс.

## Населення
За даними перепису населення 2002 року у селі проживали 1257 осіб, усі — румуни. Усі жителі села рідною мовою назвали румунську.